# Monastère d'Hémis
Le monastère d'Hémis est un monastère (gompa) bouddhiste de l'école drukpa, situé au Ladakh, dans l'État indien du Jammu-et-Cachemire. Il se dresse dans l'Himalaya, à une altitude de 3 510 m, sur la rive ouest de l'Indus, à environ 47 km de Leh (tibétain : གླེ, Wylie : gle, THL : lé་ ; hindî : लेह, translit. iso : lēha), la capitale du Ladakh.

## Histoire

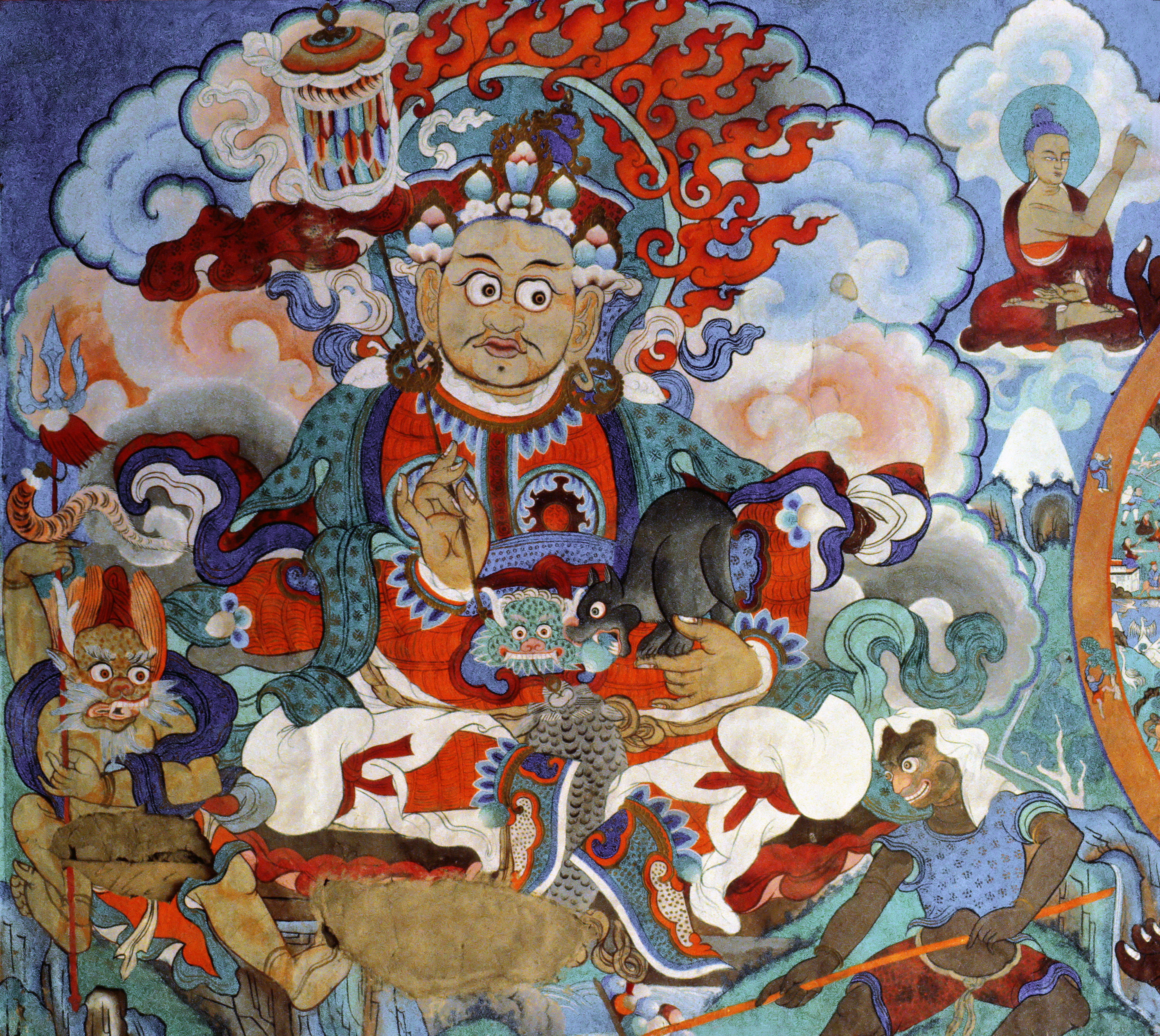
Vaiśravaṇa, peinture murale du monastère d'Hémis.

Le monastère d'Hémis au Ladakh, est le siège principal de l'école ésotérique drukpa kagyu du bouddhisme tibétain. C'est le plus grand et le plus riche monastère du Ladakh. Il a été fondé en 1630 à l'endroit même d'une grotte, devenue sanctuaire, là où est venu méditer, au XIIIe siècle, Gyalwa Gotsangpa, disciple principal du premier Gyalwang Drukpa, dont l'incarnation actuelle est le chef spirituel du Ladakh. En ce lieu, il a laissé ses empreintes. Gyalwa Gotsangpa est considéré comme l'émanation de Jetsun Milarépa.

## Musée
Le monastère abrite, à l'intérieur de son musée une importante collection de thangkas, dont la tapisserie qui représente Padmasambhava, aussi appelé Guru Rinpoché (« précieux maître »). Le musée comporte des galeries dans lesquelles sont exposés des statues bouddhiques anciennes et de nombreux objets reflétant le patrimoine du Ladakh, ainsi que des objets nécessaires à la compréhension des symboles du bouddhisme tantrique et véhicules de la parole du Bouddha. 
Sont aussi visibles d'anciens manuscrits anciens, divers stupas d'or et d'argent, ainsi qu'une imposante statue en cuivre doré du Bouddha.

## Festival annuel

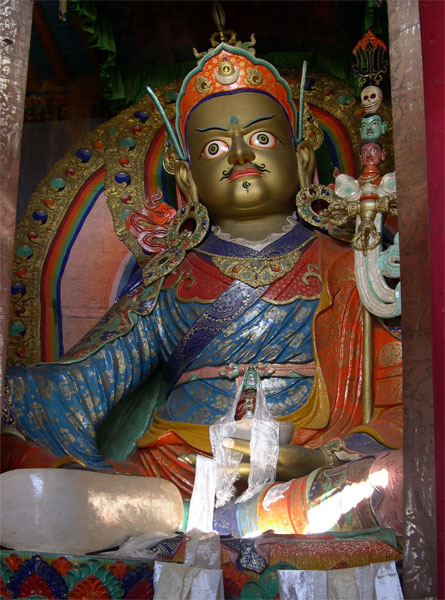
Padmasambhava.

Le festival annuel d'Hémis en l'honneur de l'anniversaire de la naissance de Padmasambhav se tient au début de juin, les 9e et 10e jours du cinquième mois du calendrier tibétain. C'est au cours de cette manifestation que sont exécutées des danses sacrées tibétaines ou cham, lesquelles constituent les moments les plus ésotériques du festival. Les moines revêtent des costumes traditionnels et portent des masques sacrés. La représentation des danses est une partie fondamentale de la tradition à relier au tantrisme. Ces danses ne sont faites que dans les 'gompas ((bo)) qui suivent les enseignements de Vajrayana.